# Superior Donuts
Superior Donuts – amerykański serial telewizyjny (sitcom) wyprodukowany przez Daily Productions, Goldman-Donovan Productions, Teitelbaum Artists oraz CBS Television Studios, która jest luźną adaptacją sztuki teatralnej o tym samym tytule autorstwa Tracy Letts. Serial był emitowany od 2 lutego 2017 roku do 14 maja 2018 roku przez CBS.

13 maja 2018 roku, stacja CBS ogłosiła zakończenie produkcji serialu po dwóch sezonach.

## Fabuła
Serial skupia się na relacji między szefem cukierni, Arthurem Przybyszewskim a jego młodym pracownikiem, Franco Wicksem.

## Obsada
- Judd Hirsch jako Arthur Przybyszewski[3]
- Jermaine Fowler jako Franco Wicks[4]
- Katey Sagal jako oficer Randy DeLuca[5]
- David Koechner jako Carl 'Tush' Tushinski[6]
- Maz Jobrani jako Fawz[7]
- Anna Baryshnikov jako Maya[8]
- Darien Sills-Evans jako oficer James Jordan[8]

## Odcinki
| Sezon | Sezon | Odcinki | Oryginalna emisja CBS | Oryginalna emisja CBS | Oryginalna emisja | Oryginalna emisja | Oryginalna emisja |
| Sezon | Sezon | Odcinki | Premiera sezonu       | Finał sezonu          | Premiera sezonu   | Finał sezonu      |                   |
| ----- | ----- | ------- | --------------------- | --------------------- | ----------------- | ----------------- | ----------------- |
|       | 1     | 13      | 2 lutego 2017         | 8 maja 2017           | —                 | —                 |                   |
|       | 2     | 21.     | 30 października 2017  | 14 maja 2018          | —                 | —                 |                   |

### Sezon 1 (2017)
| Nr | #  | Tytuł                     | Reżyseria       | Scenariusz                                 | Premiera CBS     | Premiera |
| -- | -- | ------------------------- | --------------- | ------------------------------------------ | ---------------- | -------- |
| 1  | 1  | Pilot                     | James Burrows   | Neil Goldman, Garrett Donovan, Bob Daily   | 2 lutego 2017    |          |
| 2  | 2  | What's the Big Idea?      | James Burrows   | Betsy Thomas                               | 6 lutego 2017    |          |
| 3  | 3  | Crime Time                | James Burrows   | Peter Murrieta                             | 13 lutego 2017   |          |
| 4  | 4  | Trust Me                  | James Burrows   | Bob Daily & Neil Goldman & Garrett Donovan | 20 lutego 2017   |          |
| 5  | 5  | Takin' It To The Streets  | James Burrows   | Cindy Appel                                | 27 lutego 2017   |          |
| 6  | 6  | Arthur's Day Off          | James Burrows   | Emily Wilson                               | 6 marca 2017     |          |
| 7  | 7  | The Amazing Racists       | Ken Whittingham | Robb Chavis                                | 13 marca 2017    |          |
| 8  | 8  | Man Without a Health Plan | Mark Cendrowski | Hugh Moore                                 | 20 marca 2017    |          |
| 9  | 9  | Get It, Arthur            | Gail Mancuso    | Dan St. Germain                            | 27 marca 2017    |          |
| 10 | 10 | Painted Love              | Betsy Thomas    | Neil Goldman, Garrett Donovan              | 10 kwietnia 2017 |          |
| 11 | 11 | Wage Against the Machine  | James Burrows   | Aaron Vaccaro & Mark Melara                | 17 kwietnia 2017 |          |
| 12 | 12 | Art for Art's Sake        | Phill Lewis     | Dan O'Shannon, Tucker Cawley               | 1 maja 2017      |          |
| 13 | 13 | Secrets and Spies         | James Burrows   | Bob Daily                                  | 8 maja 2017      |          |

### Sezon 2 (2017-2018)
| Nr | #  | Tytuł                        | Reżyseria         | Scenariusz                               | Premiera CBS         |
| -- | -- | ---------------------------- | ----------------- | ---------------------------------------- | -------------------- |
| 14 | 1  | What the Truck?              | Phill Lewis       | Bob Daily, Neil Goldman, Garrett Donovan | 30 października 2017 |
| 15 | 2  | Is There a Problem, Officer? | Michael McDonald  | Peter Murrieta                           | 6 listopada 2017     |
| 16 | 3  | Brotégé                      | Scott Ellis       | Chuck Tatham                             | 13 listopada 2017    |
| 17 | 4  | Thanks for Nothing           | Gerry Cohen       | Emily Wilson                             | 20 listopada 2017    |
| 18 | 5  | Flour Power                  | Scott Ellis       | Betsy Thomas                             | 27 listopada 2017    |
| 19 | 6  | Error of Admission           | Robbie Countryman | Robb Chavis                              | 4 grudnia 2017       |
| 20 | 7  | Homeless for the Holidays    | Mark Cendrowski   | Cindy Appel                              | 11 grudnia 2017      |
| 21 | 8  | Electile Dysfunction         | Phill Lewis       | Hugh Moore                               | 18 grudnia 2017      |
| 22 | 9  | Sofia's Choice               | Mark Cendrowski   | Howard Jordan Jr.                        | 15 stycznia 2018     |
| 23 | 10 | Labor Pains                  | Phill Lewis       | Neil Goldman, Garrett Donovan            | 22 stycznia 2018     |
| 24 | 11 | Grades of Wrath              | Phill Lewis       | Jacque Edmonds Cofer                     | 29 stycznia 2018     |
| 25 | 12 | Always Bet on Black          | Victor Gonzalez   | Jermaine Fowler                          | 5 lutego 2018        |
| 26 | 13 | Father, Son and Holy Goats   | Rebecca Baughman  | Dan St. Germain                          | 26 lutego 2018       |
| 27 | 14 | High Class Problems          | Betsy Thomas      | Mark Melara, Anton Schettini             | 5 marca 2018         |
| 28 | 15 | The Chicago Way              | Victor Gonzalez   | Betsy Thomas                             | 19 marca 2018        |
| 29 | 16 | Friends Without Benefits     | Betsy Thomas      | Chuck Tatham                             | 26 marca 2018        |
| 30 | 17 | Balls and Streaks            | E. Dean Seaton    | Emily Wilson                             | 9 kwietnia 2018      |
| 31 | 18 | Pedal to the Meddle          | Phill Lewis       | Robb Chavis                              | 16 kwietnia 2018     |
| 32 | 19 | The ICEMen Cometh            | Linda Mendoza     | Peter Murrieta                           | 30 kwietnia 2018     |
| 33 | 20 | Broken Art                   | Phill Lewis       | Hugh Moore, Dan St. Germain              | 7 maja 2018          |
| 34 | 21 | Donut Day Afternoon          | Mark Cendrowski   | Bob Daily                                | 14 maja 2018         |

## Produkcja
24 stycznia 2016 roku stacja CBS zamówiła pilotowy odcinek.
W lutym 2016 roku Maz Jobrani oraz Jermaine Fowler dołączyli do serialu.
W kolejnym miesiącu do obsady dołączył David Koechner.
7 lipca 2016 roku ogłoszono, że jedną z głównych ról zagra Judd Hirsch.
W tym samym miesiącu do obsady dołączyli Anna Baryshnikov i Darien Sills-Evans.
We wrześniu 2016 roku Katey Segal dołączyła do obsady komedii, w tym samym miesiącu CBS zamówiła oficjalnie pierwszy sezon serialu.

23 marca 2017 roku, stacja CBS zamówiła oficjalnie 2 sezon serialu.